# RetroVision
RetroVision（レトロビジョン）は、フランス出身のDJ兼音楽プロデューサーである。

## 生い立ち
RetroVisionは、カセットテープやCDをよく買ってきて家で流していた母親の影響で、幼い頃から音楽に囲まれた環境で育った。
自分で曲を作ることができるPlayStationのゲームがきっかけで、音楽制作に興味を持つようになった。
数々のチュートリアルビデオで学び、自分のサウンドを作り上げたRetroVisionは、自分のプロジェクトが徐々に大きくなっていることを感じ、プロのDJ/プロデューサーになるために学校を辞め、音楽制作にすべての時間を捧げることを決意した。もしうまくいかなかった場合は、サウンドエンジニアになることも考えた。
「RetroVision」という名前は、ある夜中に名前を考えていた時に偶然思いついたという。
2016年、NCSからリリースした「Puzzle」でブレイクし、大ヒットとなった。
RetroVisionは、デヴィッド・ゲッタ、アフロジャック、ギャランティスなど多くの著名なDJからサポートされている。

## ディスコグラフィー

### シングル

#### 2014年
- Ethnic
- Utopia with Anand Dorian

#### 2015年
- Pharaoh
- Heyho with Dropic Thunder ft. Michael Zhonga
- Neon City with Max Stern
- Katana with Arkitech
- Pirates with Epsylon
- Flash with Martin Gutierrez

#### 2016年
- Happy Hour
- Bubbles ft. Babz Wayne
- Changes with Loot
- Elevate
- Puzzle
- Heroes
- Here We Go

#### 2017年
- We Are Together with AWR
- Rockin' with Alpharock
- Over Again with Micah Martin
- Up & Down
- SICC with Domastic
- Sunday with Humain
- The Night
- Waves
- Masterdam with Humain
- Campfire
- Nobody Else with Raven & Kreyn

#### 2018年
- Dancin'
- Galaxy
- Get Down
- Cake
- Hope
- Get Up
- Found You
- Bring The Beat Back

#### 2019年
- House Beat
- We Like To Party
- One More Chance
- Take Off
- Stop

#### 2020年
- Switch That with Dirty Palm
- Feel Your Touch
- Out Of Town (My Own Road) with Janne and Lunis
- You & Me with Brenton Mattheus
- Better With You
- 1983
- Little Victory with Davis Mallory

#### 2021年
- All About U
- To Be Alright

#### 2022年
- Supernova (with Mike Williams)